# St. Beat (Beatenberg)

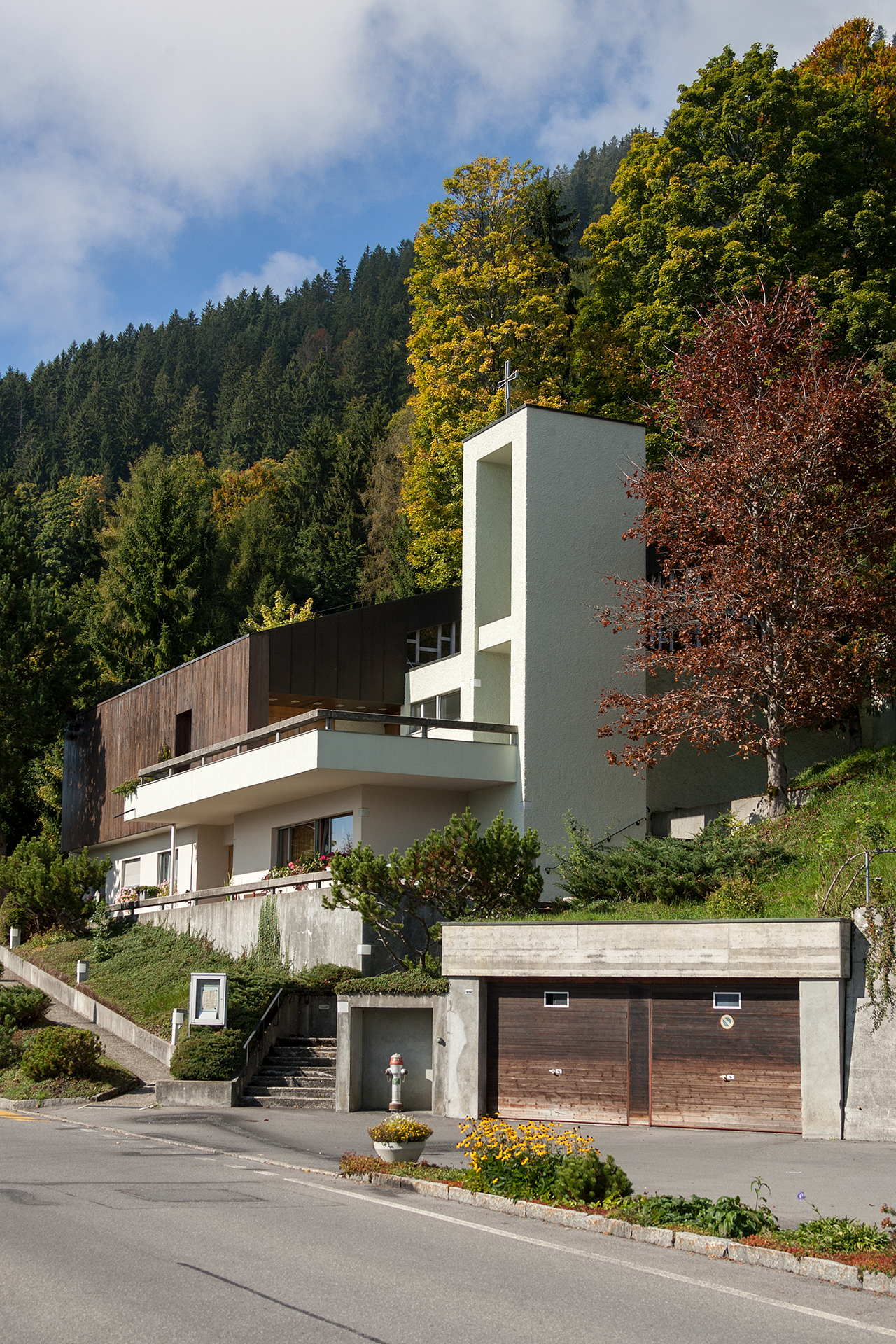
Katholische Kirche Beatenberg

Die Kirche St. Beat in Beatenberg ist eine römisch-katholische Filialkirche der Pfarrei Heiliggeist Interlaken. Die 1969 erbaute Kirche ist im kantonalen Bauinventar als schützenswertes K-Objekt eingestuft.

## Geschichte
Ab 1895 wurden Gottesdienste für die katholischen Kurgäste in Beatenberg gefeiert. Im Jahr darauf entstand auf Betreiben einer Genossenschaft von Gewerblern, Hoteliers und Kutschern eine Kapelle in Holzständerbauweise. Sie wurde am 19. August 1896 in Anwesenheit zahlreicher Gäste eingeweiht.
Nachdem die Kapelle zu klein geworden war, beschloss man, am gleichen Ort eine neue Kirche mit den nötigen Nebenräumen zu bauen. Baubeginn war am 15. Juni 1968 und trotz widriger Wetterumstände erfolgte am 12. Dezember des gleichen Jahres die Aufrichte. Der Architekt war Lenz Lottenbach aus Küssnacht. Während des Winters war Zeit für den Innenausbau und am 31. Mai 1969 wurden die Glocken aufgezogen. Am 22. Juni 1969 weihte der damalige Bischof von Basel Anton Hänggi die neue Kirche ein. Es hiess, die für die zur damaligen Zeit mit vielen Gästen aus dem In- und Ausland bemessene Kirche sei für die heutigen Verhältnisse mit wenigen ortsansässigen Katholiken nach Pfarreiangabe zu gross.

## Baubeschreibung
Bergseitig an der Hauptstrasse steht, gegenüber der reformierten Dorfkirche, der weiss verputzt- und gestrichene Betonbau. Im Erdgeschoss sind eine Sigristen-Wohnung und Pfarreiräume untergebracht. Der Kirchenraum darüber ist, als Anlehnung an die ortsübliche Bauweise, mit braunem Holz verkleidet. Das Satteldach ist asymmetrisch mit der grösseren Fläche zum Tal geneigt. Über eine Treppe gelangen die Besucher zwischen den Betonträgern des Glockenturms zu einer balkonartigen Terrasse und zum Eingang der Kirche.

### Innenraum und künstlerische Ausstattung

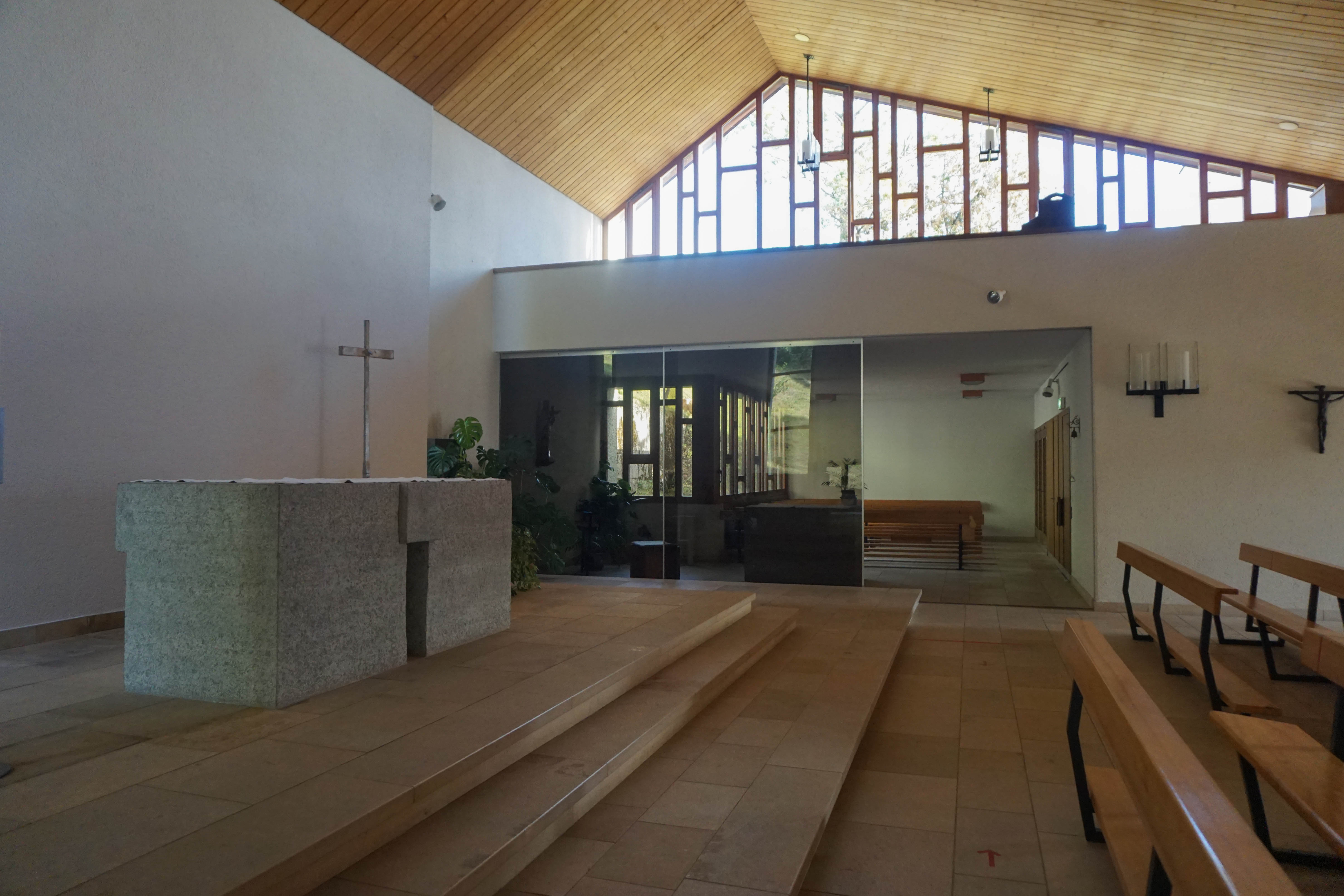
Seitenkapelle und Empore

Die Decke des weiten Kirchenraums steigt zum Chorbereich an und fällt im Bereich der Chorstufen wieder ab. Ein hohes Fenster an der Westgiebelseite erhellt den Altarraum. Gegenüber ist die seitliche Empore auf der Seitenkapelle gebaut. Die Nebenkapelle ist mit einer verschiebbaren Glasfront vom Kirchenraum abgetrennt. Die künstlerische Ausstattung beschränkt sich auf wenige, schlichte Gegenstände.

### Geläute
Zwei elektrisch betriebene Glocken hängen im offenen Glockenturm.